# Chan Chin-wei
Chan Chin-wei (chinesisch 詹謹瑋, Pinyin Zhān Jǐnwěi; * 8. Januar 1985 in Kaohsiung) ist eine ehemalige taiwanische Tennisspielerin.

## Karriere
Chan, die im Alter von zehn Jahren mit dem Tennissport begann, bevorzugte Hartplätze.
2002 spielte sie das erste Mal für die taiwanische Fed-Cup-Mannschaft. Seither hat sie im Fed Cup 40 Partien bestritten, von denen sie 21 gewinnen konnte.
Auf ITF-Turnieren gewann sie bisher sechs Einzel- sowie 49 Doppeltitel. Im September 2013 sicherte sich Chan in Seoul bei den KDB Korea Open ihren ersten Doppeltitel auf der WTA Tour. Ein Jahr später gewann sie mit ihrer Landsfrau Chuang Chia-jung das WTA-Challenger-Turnier in Suzhou.

## Turniersiege

### Einzel
| Nr. | Datum             | Turnier  | Kategorie   | Belag     | Finalgegnerin       | Ergebnis      |
| --- | ----------------- | -------- | ----------- | --------- | ------------------- | ------------- |
| 1.  | 22. November 2003 | Tainan   | ITF $10.000 | Sand      | Hsu Wen-hsin        | 5:7, 6:4, 6:4 |
| 2.  | 10. April 2005    | Mumbai   | ITF $10.000 | Hartplatz | Montinee Tangphong  | 6:2, 6:3      |
| 3.  | 17. April 2005    | Mumbai   | ITF $25.000 | Hartplatz | Rushmi Chakravarthi | 6:4, 6:2      |
| 4.  | 18. Juni 2006     | Incheon  | ITF $25.000 | Hartplatz | Hwang I-hsuan       | 6:1, 6:4      |
| 5.  | 1. Juli 2012      | Incheon  | ITF $25.000 | Hartplatz | Zhang Ling          | 3:6, 6:2, 6:1 |
| 6.  | 30. März 2014     | Shenzhen | ITF $10.000 | Hartplatz | Liu Fangzhou        | 2:6, 6:3, 6:3 |

### Doppel
| Nr. | Datum              | Turnier            | Kategorie         | Belag             | Partnerin           | Finalgegnerinnen                             | Ergebnis          |
| --- | ------------------ | ------------------ | ----------------- | ----------------- | ------------------- | -------------------------------------------- | ----------------- |
| 1.  | August 2001        | Bangkok            | ITF $10.000       | Hartplatz         | Hsieh Su-wei        | chae Kyung-yee Kim Jin-hee                   | 6:1, 6:3          |
| 2.  | Februar 2002       | Wellington         | ITF $10.000       | Hartplatz         | Chuang Chia-jung    | Nicole Kriz Sarah Stone                      | 4:6, 7:63, 6:2    |
| 3.  | April 2002         | Gunma              | ITF $10.000       | Teppich           | Hsieh Su-wei        | Kumiko Iijima Mari Inoue                     | 6:0, 6:1          |
| 4.  | Juni 2002          | Tianjin            | ITF $10.000       | Hartplatz (Halle) | Tong Ka-po          | Choi Jin-young Choi Young-ja                 | 6:3, 3:6, 6:1     |
| 5.  | August 2003        | Nonthaburi         | ITF $10.000       | Hartplatz         | Chuang Chia-jung    | Kim Jin-hee Ryoko Takemura                   | 6:2, 7:5          |
| 6.  | August 2003        | Nakhon Ratchasima  | ITF $10.000       | Hartplatz         | Chuang Chia-jung    | Dong Yanhua Zhang Yao                        | 6:4, 6:1          |
| 7.  | November 2003      | Tainan             | ITF $10.000       | Sand              | Chuang Chia-jung    | Satomi Kinjo Wang I-ting                     | 6:3, 6:1          |
| 8.  | Juni 2004          | Incheon            | ITF $25.000       | Hartplatz         | Hsieh Su-wei        | Choi Jin-young Kim Mi-ok                     | 6:2, 6:0          |
| 9.  | Oktober 2004       | Haibara            | ITF $25.000       | Teppich           | Chan Yung-jan       | Chuang Chia-jung Hsieh Su-wei                | 7:65, 4:6, 7:63   |
| 10. | November 2004      | Mount Gambier      | ITF $25.000       | Hartplatz         | Chan Yung-jan       | Ryōko Fuda Hsieh Su-wei                      | 6:3, 5:7, 7:5     |
| 11. | April 2005         | Mumbai             | ITF $10.000       | Hartplatz         | Julia Efremova      | Sanaa Bhambri Mihaela Buzărnescu             | 6:2, 6:1          |
| 12. | Juni 2005          | Gunma              | ITF $25.000       | Teppich           | Hsieh Su-wei        | Ayami Takase Mayumi Yamamoto                 | 6:2, 1:1 Aufgabe  |
| 13. | Juni 2005          | Seoul              | ITF $25.000       | Hartplatz         | Hsieh Su-wei        | Maki Arai Lee Eun-jeong                      | 6:2, 6:1          |
| 14. | Juni 2005          | Incheon            | ITF $25.000       | Hartplatz         | Hsieh Su-wei        | Choi Jin-young Lee Ye-ra                     | 6:2, 7:64         |
| 15. | Juli 2005          | Kurume             | ITF $25.000       | Rasen             | Hsieh Su-wei        | Ayumi Morita Erika Sema                      | 6:4, 6:3          |
| 16. | Dezember 2005      | Palm Beach Gardens | ITF $50.000       | Sand              | Hsieh Su-wei        | Olga Blahotová Kateřina Böhmová              | 7:62, 7:5         |
| 17. | Januar 2006        | Waikoloa           | ITF $50.000       | Hartplatz         | Marie-Ève Pelletier | Julie Ditty Lilia Osterloh                   | 7:5, 4:6, 6:2     |
| 18. | April 2006         | Hammond            | ITF $25.000       | Hartplatz         | Tetjana Luschanska  | Oqgul Omonmurodova Romana Tedjakusuma        | 6:1, 6:3          |
| 19. | Mai 2006           | Gifu               | ITF $50.000       | Teppich           | Hsieh Su-wei        | Chan Yung-jan Chuang Chia-jung               | 7:65, 3:6, 7:5    |
| 20. | Juli 2006          | Lexington          | ITF $50.000       | Hartplatz         | Abigail Spears      | Oqgul Omonmurodova Varvara Lepchenko         | 6:1, 6:1          |
| 21. | August 2006        | Washington, D.C.   | ITF $75.000       | Hartplatz         | Tetjana Luschanska  | Oqgul Omonmurodova Varvara Lepchenko         | 6:2, 1:6, 6:0     |
| 22. | März 2007          | Redding            | ITF $25.000       | Hartplatz         | Julie Ditty         | Jorgelina Cravero Hsieh Su-wei               | 6:3, 6:2          |
| 23. | März 2007          | Hammond            | ITF $25.000       | Hartplatz         | Tetjana Luschanska  | Teodora Mirčić Marie-Ève Pelletier           | 6:1, 7:63         |
| 24. | Mai 2007           | Gimcheon           | ITF $25.000       | Hartplatz         | Hsieh Su-wei        | Tetjana Luschanska Romana Tedjakusuma        | 7:5, 6:4          |
| 25. | Mai 2007           | Changwon           | ITF $25.000       | Hartplatz         | Kao Shao-yuan       | Romana Tedjakusuma Napaporn Tongsalee        | 6:4, 6:4          |
| 26. | Juli 2007          | Rom                | ITF $25.000       | Sand              | Tetjana Luschanska  | Iryna Burjatschok Patricia Mayr              | 7:67, 6:4         |
| 27. | April 2008         | Incheon            | ITF $25.000       | Hartplatz         | Jarmila Gajdošová   | Chang Kyung-mi Lee Jin-a                     | 1:6, 6:1, [10:5]  |
| 28. | Mai 2008           | Gimcheon           | ITF $             | Hartplatz         | Jarmila Gajdošová   | Cho Yoon-jeong Kim Jin-hee                   | 6:2, 6:0          |
| 29. | Juli 2008          | Boston             | ITF $50.000       | Hartplatz         | Natalie Grandin     | Yulia Fedossova Varvara Lepchenko            | 6:4, 6:3          |
| 30. | Juli 2008          | Lexington          | ITF $50.000       | Hartplatz         | Kimberly Couts      | Lindsay Lee-Waters Melanie Oudin             | 2:6, 6:3, [10:8]  |
| 31. | September 2008     | Tsukuba            | ITF $25.000       | Hartplatz         | Hwang I-hsuan       | Maki Arai Yurika Sema                        | 6:0, 6:4          |
| 32. | September 2008     | Noto               | ITF $25.000       | Teppich           | Chen Yi             | Tomoko Dokei Yuko Kurata                     | 6:3, 6:2          |
| 33. | August 2009        | Pingguo            | ITF $25.000       | Hartplatz         | Hwang I-hsuan       | Liu Jingjing Sun Shengnan                    | 3:6, 7:5, [10:7]  |
| 34. | Januar 2010        | Pingguo            | ITF $25.000       | Hartplatz         | Xu Yifan            | Ji Chunmei Liu Wanting                       | 6:3, 6:1          |
| 35. | Oktober 2010       | Ningbo             | ITF $100.000      | Hartplatz         | Chen Yi             | Jill Craybas Olha Sawtschuk                  | 6:3, 3:6, 6:4     |
| 36. | Juni 2011          | Taipeh             | ITF $10.000       | Hartplatz         | Kao Shao-yuan       | Tsao Fang-chi Yang Chia-hsien                | 6.3, 6:2          |
| 37. | Juni 2011          | Taipeh             | ITF $10.000       | Hartplatz         | Kao Shao-yuan       | Hsieh Shu-ying Juan Ting-fei                 | 6:1, 7:5          |
| 38. | September 2011     | Tsukuba            | ITF $25.000       | Hartplatz         | Hsu Wen-hsi         | Kim So-jung Erika Takao                      | 6:1, 6:1          |
| 39. | Oktober 2011       | Kōfu               | ITF $50.000       | Hartplatz         | Hsu Wen-hsin        | Remi Tezuka Akiko Yonemura                   | 6:3, 6:4          |
| 40. | 26. Oktober 2012   | Taipeh             | ITF $25.000       | Hartplatz         | Caroline Garcia     | Kao Shao-yuan Lee Hua-chen                   | 4:6, 6:4, [10:6]  |
| 41. | Juni 2013          | Changwon           | ITF $25.000       | Hartplatz         | Liu Chang           | Kim Ju-eun Han Sung-hee                      | 6:0, 6:2          |
| 42. | 29. Juni 2013      | Huzhu              | ITF $25.000       | Hartplatz         | Sun Shengnan        | Liu Chang Zhou Yimiao                        | 6:4, 6:3          |
| 43. | 31. August 2013    | Tsukuba            | ITF $25.000       | Hartplatz         | Hsu Wen-hsin        | Lee Ya-hsuan Yumi Miyazaki                   | 6:2, 6:1          |
| 44. | 22. September 2013 | Seoul              | WTA International | Hartplatz         | Xu Yifan            | Raquel Kops-Jones Abigail Spears             | 7:5, 6:3          |
| 45. | 7. März 2014       | Quanzhou           | ITF $50.000       | Hartplatz         | Xu Yifan            | Sun Ziyue Xu Shilin                          | 7:64, 6:1         |
| 46. | 26. April 2014     | Seoul              | ITF $50.000       | Hartplatz         | Chuang Chia-jung    | Irena Pavlovic Kristýna Plíšková             | 6:4, 6:3          |
| 47. | 30. Mai 2014       | Zhengzhou          | ITF $25.000       | Hartplatz         | Liang Chen          | Han Xinyun Zhang Kailin                      | 6:3, 6:3          |
| 48. | 5. September 2014  | Suzhou             | WTA Challenger    | Hartplatz         | Chuang Chia-jung    | Misa Eguchi Eri Hozumi                       | 6:1, 3:6, [10:7]  |
| 49. | 23. Mai 2015       | Seoul              | ITF $50.000       | Hartplatz         | Lee Ya-hsun         | Hong Seung-yeon Kang Seo-kyung               | 6:2, 6:1          |
| 50. | 18. August 2017    | Nonthaburi         | ITF $25.000       | Hartplatz         | Choi Ji-hee         | Varatchaya Wongteanchai Varunya Wongteanchai | 2:6, 6:1, [13:11] |
| 51. | 13. Oktober 2017   | Nonthaburi         | ITF $15.000       | Hartplatz         | Liang En-shuo       | Nudnida Luangnam Varunya Wongteanchai        | 6:1, 6:4          |

## Abschneiden bei Grand-Slam-Turnieren

### Einzel
| Turnier         | 2006 | 2007 | 2008 | 2009 | Karriere |
| --------------- | ---- | ---- | ---- | ---- | -------- |
| Australian Open | —    | Q3   | Q1   | Q1   | —        |
| French Open     | Q2   | —    | —    | Q1   | —        |
| Wimbledon       | Q2   | Q1   | —    | Q1   | —        |
| US Open         | Q1   | Q1   | Q2   | —    | —        |

Zeichenerklärung: S = Turniersieg; F, HF, VF, AF = Einzug ins Finale / Halbfinale / Viertelfinale / Achtelfinale; 1, 2, 3 = Ausscheiden in der 1. / 2. / 3. Hauptrunde; Q1, Q2, Q3 = Ausscheiden in der 1. / 2. / 3. Runde der Qualifikation; n. a. = nicht ausgetragen

### Doppel
| Turnier         | 2006 | … | 2015 | 2016 | 2017 | Karriere |
| --------------- | ---- | - | ---- | ---- | ---- | -------- |
| Australian Open | —    | — | —    | 1    | 1    | 1        |
| French Open     | —    | — | 1    | —    | —    | 1        |
| Wimbledon       | 1    | — | 1    | 1    | —    | 1        |
| US Open         | —    | — | 1    | —    | —    | 1        |